# Adi Šoše
Adi Šoše bosanskohercegovački je pjevač. 
Rodio se u Mostaru 29.12 1992. Završio je Elektrotehničku školu, smjer tehničar telekomunikacija, a nakon toga Građevinski fakultet u Mostaru. Zbog anksioznosti nije imao nijedan pjevački javni nastup do kraja 2017. godine. Vježbao je pjevanje u glazbenoj školi „Mostar Rock School”.
Nastupio je u glazbenom natjecanju „Zvezde Granda” 2019. gdje je došao korak do finala. Iste godine postao je glavni vokal grupe „Miligram”, u kojoj se zadržao do 2021. godine kada je nastavio solo karijeru. Nastupio je u HRT-ovoj emisiji „A strana”.
Izveo je pjesmu „Najljepši cvijet” na Melodijama Jadrana u Splitu 2023. godine, a godinu dana kasnije pjesmu „Zrno nade” na istome festivalu.
Objavio je prvi album „Nije lako biti ja” 2024. godine u suradnji s Amilom Lojom, koji vodi i njegov prateći sastav „AL Music Band”.

## Albumi
- »Nije lako biti ja« (2024.)